# Museu Arqueológico de Sambaqui de Joinville
O Museu Arqueológico de Sambaqui de Joinville (MASJ) é um museu localizado na cidade de Joinville, no estado brasileiro de Santa Catarina. É um espaço de memória e de produção de conhecimento sobre as primeiras populações que se distribuíram pela América do Sul, os pescadores-caçadores-coletores, onde o visitante entra em contato com o modo de vida e a cultura desses grupos que se distribuíram pela América do Sul, migrando e ocupando diversas regiões do atual território brasileiro.

## Histórico
O acervo original foi reunido por Guilherme Tiburtius, um estudioso de sambaquis, que pesquisou, registrou, coletou e classificou diversos artefatos e sepultamentos de sítios que estavam sendo destruídos na região.  Ele juntou mais de doze mil peças, em suas buscas arqueológicas realizadas, principalmente, nos sambaquis existentes na região de Joinville. Reunindo-os, vendeu-os para o município em 1963. Em 1969, foi inaugurado o museu, em edifício provisório e em 1972, foi construído a sua sede definitiva.  Desde então, o museu passou a atuar na preservação do patrimônio arqueológico do município, função reforçada pela Lei Orgânica Municipal de 1990. 

## Sambaqui
Os sambaquis são sítios arqueológicos e, como tais, são considerados patrimônio nacional e protegidos pela Lei Federal nº 3.924/1961 . Eles são "testemunhos da ocupação de caçadores-coletores"   que ocuparam a região costeira do que hoje conhecemos como Brasil.
É uma elevação construída com restos de animais (conchas, ossos de peixes, aves, mamíferos e répteis), dispostos junto com esqueletos humanos, restos de fogueiras e, eventualmente, evidências de habitação. Os sepultamentos humanos geralmente são cobertos com conchas para que o material calcário preserve o que foi ali deixado. Há ainda estatuetas que geralmente reproduzem animais e cujo acabamento indica aprimorado sentido estético de quem as fez. A semelhança entre estas estatuetas encontradas em sítios distantes (chamadas de zoólitos) sugerem que estes grupos trocavam informações entre si. Artefatos utilizados para pescar, caçar e preparar alimentos e corantes também aparecem nos sítios que variam de dimensão. Os maiores sambaquis, com mais de 30 metros de altura, estão em Santa Catarina, em locais estratégicos da costa brasileira, próximo a enseadas, desembocadura de rios ou canais, lagunas, restingas, manguezais e florestas. (MUSEU NACIONAL, 2017 apud COELHO, 2017, p.33) 
A pesquisadora Maria Dulce Gaspar (2009, p.41 apud ULGUIM, 2019, p.204) fala que Sambaqui vem de uma palavra de etimologia Tupi, língua que era falada pelos horticultores e ceramistas que ocupavam parte significativa da América do Sul e que estavam na costa brasileira quando os europeus iniciaram a colonização. Tamba significa conchas e ki amontoado, ou seja, amontoado de conchas, que são as características mais marcantes desse tipo de sítio. 
A região da Baía da Babitonga, na qual Joinville está inserida, registra cerca de 150 sítios arqueológicos do tipo sambaquis, com datações que variam de 6 mil a 800 anos AP.  A maioria dos sambaquis foram construídos perto de rios, lagos e mar; alguns são monumentais, com mais de 8 metros de altura. 
Os sambaquis e os pescadores-caçadores-coletores, que construíram estes patrimônios, são o foco do acervo e do trabalho do MASJ, que é uma Unidade da Fundação Cultural de Joinville. Na cidade de Joinville, há 41 sambaquis registrados e preservados. Muitos dos sambaquis foram destruídos durante a colonização e urbanização da cidade. A destruição de sambaquis para a extração de conchas e produção da cal foi intensa até 1961, quando a União tombou os sambaquis como patrimônios históricos e culturais (Lei 3924-61). 

## Guilherme Tiburtius
Guilherme Tiburtius nasceu em Berlim, em 1892 e se radicou no Brasil, em 1910.
Mesmo sem formação acadêmica em Arqueologia, Tiburtius foi um grande estudioso, além de reunir e organizar materiais provenientes dos sambaquis, entre os anos de 1940 a 1960, período em que estes sítios arqueológicos ainda não contavam com proteção de lei. 
Ele “preocupou-se em colecionar peças arqueológicas retiradas, principalmente, de sambaquis do Estado de Santa Catarina, muitos dos quais ele mesmo pesquisou”, registrando sempre “detalhes dessas pesquisas criteriosamente em várias publicações e manuscritos”. (BRUNO et al, 1991, p.113 apud ULQUIM, 2019, p.215) . Seus registros em fichas e desenhos são preciosos ainda hoje para as pesquisas sobre sambaquis. 
 

Em um trecho de seu livro “Arquivos de Guilherme Tiburtius I” (TIBURTIUS, 1996, p. 15 apud ULQUIM, 2019, p.215-216) o estudioso diz
que a coleção foi sendo constituída unicamente por escavações e coletas pessoais, sem ajuda financeira de terceiros, e por meus próprios meios. Muitas vezes foi difícil conseguir dinheiro. Nos primeiros anos, até o início da Guerra pude contar com o lucro de minha próspera fábrica. De tempos em tempos, quando estava em casa, esculpia figuras em madeiras brasileiras e conseguia vendê-las bem.  
Vale ressaltar que, mesmo após a sua morte, a família de Tiburtius mantém contato com o MASJ, tendo, inclusive, feito doações de documentos inéditos, em 2012 e de aquarelas pintadas pelo estudioso entre 1978 e 1980, que registram cenas do cotidiano indígena presenciadas por ele, durante a estada da família em Anitápolis entre 1910 e 1918, em 2015. 

## Criação do Museu
O Museu Arqueológico de Sambaqui de Joinville foi criado em 22 de dezembro de 1969, pela Lei Municipal n° 1042 . Anos antes, em 1963, a administração pública já havia comprado a coleção arqueológica de Guilherme Tiburtius.
O prédio sede do MASJ foi inaugurado em 1972 e, tanto o projeto arquitetônico quanto a construção foram realizados em cooperação técnica com o Instituto do Patrimônio Histórico e Artístico Nacional (IPHAN). 

## Linhas de Pesquisa
Ao longo dos anos, o MASJ tem trabalhado na pesquisa, salvaguarda e comunicação destes sítios com o objetivo de estabelecer uma relação entre patrimônio e sociedade, sendo referência pelo acervo e potencial de pesquisas e pelos projetos educativos e sua interação com as comunidades que vivem nos entornos dos sambaquis. , promovendo ações científicas e de educação patrimonial. Inclusive, o MASJ é reconhecido nacionalmente pelo seu Programa de Educação Patrimonial, desenvolvido há mais de 25 anos. 

### Programa de Pesquisa
O Programa de Pesquisa tem como objetivo a produção de conhecimento científico em Arqueologia, Museologia, Educação, Geografia e áreas afins, bem como sobre a relação entre a sociedade contemporânea e o patrimônio arqueológico. 
Este programa se divide em três linhas: Sociedades e Ambientes no Tempo (tem como foco o estudo das populações e das paisagens no decorrer do tempo visando estabelecer relações entre o presente e o futuro); Práticas Discursivas (tem como proposta a reflexão sobre as práticas discursivas relacionadas ao patrimônio cultural) e Metodologia de Conservação do Patrimônio de Acordo com a Legislação Vigente (produz conhecimento sobre os métodos e técnicas de conservação de acervos ex situ e in situ).

### Programa de Salvaguarda Museológica
O Programa de Salvaguarda Museológica tem o objetivo de promover a conservação e o gerenciamento das informações referentes, prioritariamente, ao patrimônio arqueológico pré-colonial in situ (sítios) e ex situ (acervos). 
Esse programa possui três linhas, são elas: Salvaguarda do Acervo In Situ (desenvolve ações relacionadas à preservação dos sítios registrados em Joinville); Salvaguarda dos Acervos Ex Situ (desenvolve ações de preservação dos acervos sob a guarda do MASJ) e Gerenciamento de Acervos (atua na organização, acesso e conservação documental, bibliográfico e das coleções de referência. 

### Programa de Comunicação Museológica
O  Programa de Comunicação é a razão maior da existência de toda instituição.
O  Programa de Comunicação Museológica objetiva a externalização dos acervos e sítios arqueológicos, através de exposições, ações educativo-culturais e interação com a comunidade, a partir dos resultados obtidos em pesquisas. 

### Programa de Administração de Patrimônio Institucional e de Recursos Humanos
O museu mantém a Biblioteca Alfredo Teodoro Rusins, especializada nas áreas de atuação do MASJ e o Auditório Hilda Anna Krisch, utilizado pelos técnicos em atividades com público e, ocasionalmente, cedido a outras instituições para realização de eventos sem fins lucrativos. Há realização de eventos que não estão  restritos ao objeto do MASJ, havendo uma preocupação em promover ações envolvendo, também, temáticas relacionadas à Antropologia, História e Etnologia. O intercâmbio com instituições afins e de fomento, é outro objetivo deste Programa e tem propiciado a execução de projetos dos demais Programas. 

## Visita Virtual
Caso tenha se interessado em conhecer o museu, é possível fazer uma visita virtual guiada, com narração em português, inglês e espanhol e vídeos em Linguagem Brasileira de Sinais (Libras), nas áreas externas e internas do museu. Também há quatro sambaquis de Joinville que podem ser visitados virtualmente: Rio Comprido (Comasa), Espinheiros II (Comasa – Vila Paranaense), Morro do Ouro (Parque da Cidade) e Lagoa do Saguaçu (Parque Caieira).
Basta acessar o site da realidade virtual: https://sambaquijoinville.sitevr.com.br/